# Amrik Singh Mehta
Amrik Singh Mehta (* 15. Februar 1921; † 10. April 2004) war ein indischer Botschafter.

## Leben
Von Februar 1959 bis 1963 war er Vertreter der indischen Regierung beim Büro der Vereinten Nationen in Genf und Generalkonsul mit dem Amtsbezirk Schweiz. Von 1963 bis 1967 war er Botschafter in Damaskus. Von 1968 bis 1969 war er Botschafter in Bukarest und war bei der Regierung in Sofia akkreditiert. Von April 1969 bis 1971 Hochkommissar (Commonwealth) in Accra, Ghana und Botschafter in Monrovia. Von 1974 bis 1978 war er Botschafter in Wien.